# Навчальний план
Навча́льний план — документ, складений вищим начальним закладом освіти на підставі освітньо-професійної програми та структурно-логічної схеми підготовки, який визначає перелік і обсяг нормативних та вибіркових навчальних дисциплін, послідовність їх вивчення, конкретні форми проведення навчальних занять та їх обсяг, графік навчального процесу, форми і засоби здійснення поточного й підсумкового контролю.
Навчальний план – середня кількість академічних годин на тиждень, що передбачена типовими навчальними планами для відповідних типів закладів загальної середньої освіти.

## Типові навчальні плани
Типові навчальні плани початкової школи (далі — Типові навчальні плани) складені на виконання Закону України «Про загальну середню освіту» з метою впровадження Державного стандарту початкової загальної освіти, затвердженого постановою Кабінету Міністрів України від 20.04.2011 р. № 462 «Про затвердження Державного стандарту початкової загальної освіти».
Типові навчальні плани містять інваріантну складову, сформовану на державному рівні, обов'язкову для всіх загальноосвітніх навчальних закладів незалежно від їх підпорядкування і форм власності, та варіативну, в якій передбачено додаткові години на вивчення предметів інваріантної складової, курси за вибором, індивідуальні та групові заняття, консультації.
На основі Типових навчальних планів загальноосвітні навчальні заклади складають на кожен навчальний рік робочий навчальний план з конкретизацією варіативної складової, враховуючи особливості регіону та індивідуальні освітні потреби учнів. Повноцінність початкової загальної освіти забезпечується реалізацією як інваріантної, так і варіативної складових, які в обов'язковому порядку фінансуються з відповідних бюджетів.

## Робочий навчальний план
Робочий навчальний план школи — чи не найголовніший річний документ загальноосвітньої школи. Презентуємо алгоритм конструювання, узгодження й аналізу робочого навчального плану школи.
Структура публікації:

## Алгоритм роботи над робочим навчальним планом школи
Алгоритм роботи над планом школи вимагає:
1. Опрацювати державний базовий навчальний план, нормативні документи, що регламентують діяльність адміністрації освітньої установи при конструюванні навчального плану школи.
2. Створити робочу групу (групи) для здійснення роботи з підготовки навчального плану, до складу якої доцільно включити членів адміністрації школи, керівників її структурних підрозділів, окремих учителів та учнів.

Типові навчальні плани старшої школи реалізують зміст освіти залежно від обраного профілю навчання. Кожен з профілів передбачає вивчення предметів на одному із трьох рівнів:
Рівні стандарту — навчальні предмети не є профільними чи базовими (наприклад, математика в художньо-естетичному профілі, історія у фізико-математичному профілі);
Академічному рівні — навчальні предмети не є профільними, але є базовими (наприклад, алгебра і геометрія у фізичному профілі);
профільному рівні, який передбачає поглиблене вивчення відповідних предметів, орієнтацію їх змісту на майбутню професію (наприклад, мови та літератури на філологічному профілі). 
Профільне навчання забезпечує сукупність предметів:
- Базові
- Профільні
- Предмети, що розширюють профіль
- Курси за вибором, факультативи